# 阿氏單臂細鮃
阿氏單臂細鮃為輻鰭魚綱鰈形目鰈亞目鮃科的其中一種，為熱帶海水魚，分布於中太平洋東部墨西哥至巴拿馬海域，可達110公尺，體長可達8公分，棲息在底層水域，生活習性不明。

## 扩展阅读
維基物種上的相關：阿氏單臂細鮃